# سان فرانسيسكو دي يار
مدينة سان فرانسيسكو دي باولا دي يار هي عاصمة بلدية سيمون بوليفار، في ولاية ميراندا في فنزويلا. وهي تقع في أواسط وادي توي، على بعد حوالي 70 كيلومترا (43 ميل) جنوب كاراكاس.

## روابط خارجية
- Sitio web de la alcaldía